# Laser Intensity Modulation Direct OverWrite
Die Laser Intensity Modulation Direct OverWrite Disc, auch Limdow Disc genannt ist ein optisches Speichermedium. Sie wurde im Jahr 1995 erfunden und speichert 640 Megabyte (MB) bis 2,6 Gigabyte (GB).
Limdow-Medien haben vier weitere Schichten als Standard-Magneto-Optische-Medien. Jede davon hat sehr spezifische magnetische Eigenschaften, die sich in Abhängigkeit von der Temperatur ändern. Außerdem ist die Steuerung der Laserleistung im Laufwerk entscheidend, da die Temperatur an den Aufzeichnungsschichten des Mediums die endgültige Polarität eines magnetischen Übergangs bestimmt. Niedrige Leistung wird zum Lesen, mittlere zum Löschen und hohe Leistung zum Schreiben verwendet. Die verschiedenen Dünnfilmschichten interagieren miteinander, je nachdem, welcher Zustand der geschriebenen Daten gerade vorliegt (0 oder 1) und in welchen Zustand er geändert wird. Die unterste Schicht ist hitzebeständig magnetisiert ist. Die oberste Schicht kann entweder durch Erhitzen die Magnetisierung der untersten Schicht übernehmen oder aber durch ein elektromagnetisches Feld entgegengesetzt magnetisiert werden.
Vorteil gegenüber anderen Magneto-optischen Discs ist Fähigkeit der Limdow-Laufwerke, ein Speichermedium direkt zu überschreiben, ohne es vorher zu löschen. Erhitzung und Magnetisierung können gleichzeitig erfolgen. Dadurch verdoppelt sich die Schreibgeschwindigkeit. Das Laufwerk muss solche Overwrite-Medien unterstützen. Diese Fähigkeit ist erkennbar am Logo „OW“, bekannt unter dem Namenszusatz LIMDOW bei Fujitsumedien.
Limdow-Laufwerke sind abwärtskompatibel zu MO-Laufwerken und können daher auch bestehende MO-Disks lesen und beschreiben. Die Datentransferraten liegen für das Lesen zwischen 3,5 MB/s und 6 MB/s, für das Schreiben zwischen 1,7 MB/s und 3,6 MB/s. Die mittlere Positionierzeit liegt bei 20 ms.
Nachteil ist der höhere Preis der Medien.